# Taiyō (magazine)

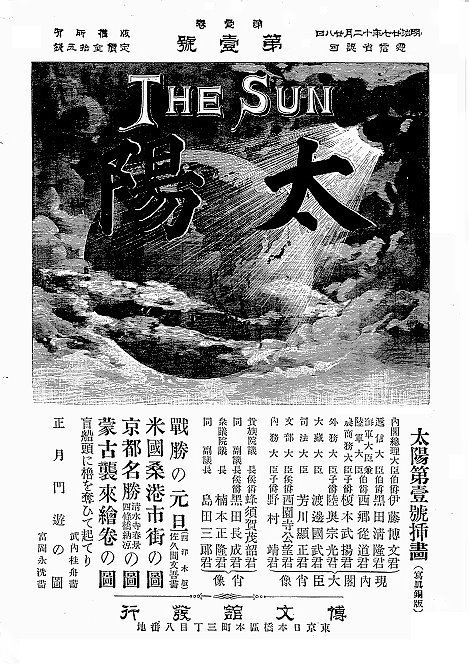
Couverture du journal.

Taiyō (太陽, Littéralement Le Soleil) est un journal littéraire japonais publié de 1895 à 1928 par Hakubunkan. Il publie des productions japonaise ainsi qu'un grand nombre de traduction d'auteurs occidentaux.